# Tentativa de golpe de Estado na Gâmbia em 2022
A tentativa de golpe de estado na Gâmbia em 2022 foi uma ação frustrada de tomada do poder por militares que ocorreu em Gâmbia, no dia 20 de dezembro de 2022. 
Foi alegado que alguns soldados tentaram derrubar o governo do presidente Adama Barrow. Quatro soldados foram presos sob suspeita de envolvimento. Inicialmente as Forças Armadas de Gâmbia negaram que tivesse ocorrido qualquer ação golpista. Pouco tempo depois outros três conspiradores foram detidos.
O líder do golpe foi mais tarde apontado como sendo o anspeçada Sanna Fadera. A tentativa foi condenada pela Comunidade Econômica dos Estados da África Ocidental (CEDEAO) e pelo principal partido da oposição, o UDP.
O líder do UDP, Momodou Sabally, que foi ministro dos assuntos presidenciais no governo Yahya Jammeh, havia sugerido num vídeo divulgado antes do golpe que Barrow seria derrubado antes das eleições locais de 2023. Ele foi preso depois que o governo frustrou a conspiração, mas foi libertado logo a seguir, incondicionalmente.
Em 3 de janeiro de 2023 o governo acusou dois civis e um subinspetor da Força Policial de Gâmbia por participarem da conspiração. Oito soldados foram também acusados, em 6 de janeiro.